# Jatirejoyoso
Jatirejoyoso is een bestuurslaag in het regentschap Malang van de provincie Oost-Java, Indonesië. Jatirejoyoso telt 5008 inwoners (volkstelling 2010).